# Javier Conde
Javier Conde Becerra, né le 19 février 1975 à Malaga (Espagne), est un matador espagnol.

## Présentation
Son père, Francisco Conde a d'abord été novillero sous le nom de Curro Conde, puis gardien des arènes de Málaga. Sa mère était danseuse de flamenco. Il fait ses débuts le 25 juin 1989 à Benalmádena, (province de Malaga), dans des becerradas, avant de passer en novillada piquée le 8 avril 1991 à Buenamadre (province de Salamanque). En 1994, il produit une forte impression à Nîmes avec un toreo gitan très personnel. « Tel un danseur de flamenco, la chevelure gominée et le ton grave, il défia ses adversaires dans une sorte de ballet tragique qui fit sensation. »

## Le style
Ce torero « halluciné », agitanado (d'inspiration gitane) connaît des fluctuations à l'instar de Julio Aparicio. Il donne l'impression d'être habité lorsqu'il torée de manière sublime. Torero artiste provoquant de fortes émotions, il peut aussi, comme tous les toreros atypiques, alterner les coups de génie et les échecs, mais il a toujours eu de fervents partisans. Fin 2001, il totalisait 258 corridas. 
Selon Jean-Marie Magnan, à Nîmes, le 31 mai 1998, son duende « métamorphose le torero en une sorte de mage [...]. Malgré l'emploi des cosmétiques, la chevelure encalamistrée des années 1920 retombe sur l'absence fascinée de regard. ». Torero très sobre dans les kikirikis, les trincheras, les molinetes belmontistes, il ne recherche pas les effets faciles, bien que les puristes aient souvent critiqué la théâtralité et le pathos de sa chorégraphie.

## Carrière

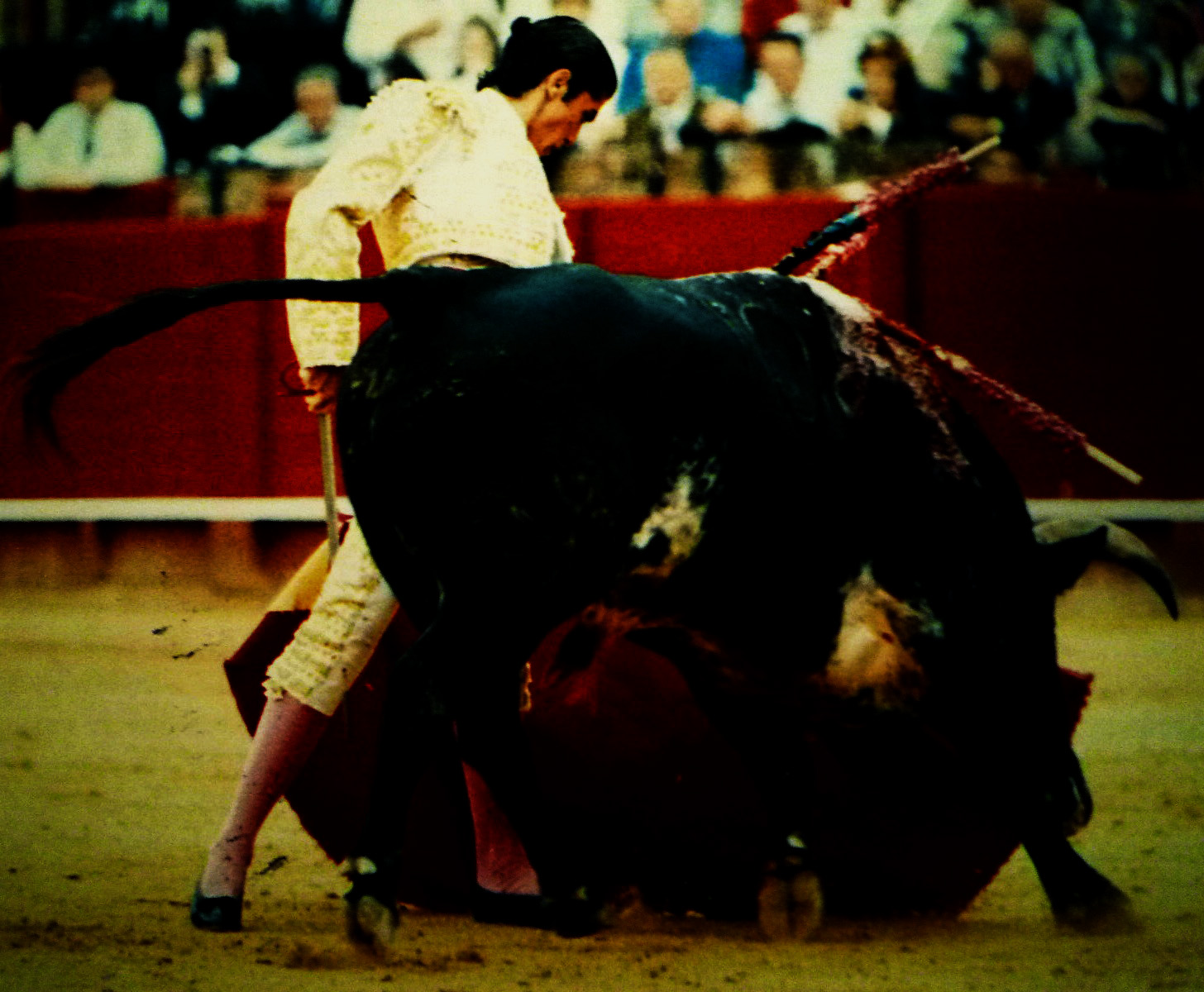
Javier Conde à Palavas-les-Flots en 2004

- Débuts en novillada avec picadors : Úbeda (Espagne, province de Jaén) le 29 mars 1992 aux côtés de Paco Delgado et Francisco Moreno. Novillos de la ganadería de Andrés Ramos.
- Alternative : Málaga le 16 avril 1995. Parrain, « El Niño de la Capea » ; témoin, « Jesulín de Ubrique ». Taureaux de la ganadería de Zalduendo.
- Confirmation d’alternative à Mexico : 28 janvier 1996. Parrain, Eloy Cavazos ; témoin, Manolo Mejía, face au taureau Membrillo de la ganadería de Arroyo Zarco.
- Confirmation d’alternative à Madrid : 17 mai 1999. Parrain, José Luis Bote ; témoin, Finito de Córdoba. face à Malaguero taureau de la ganadería de Charro de Llen[2].